# Brigade d'artillerie côtière
Cet article possède un paronyme, voir Brigade d'artillerie (homonymie).

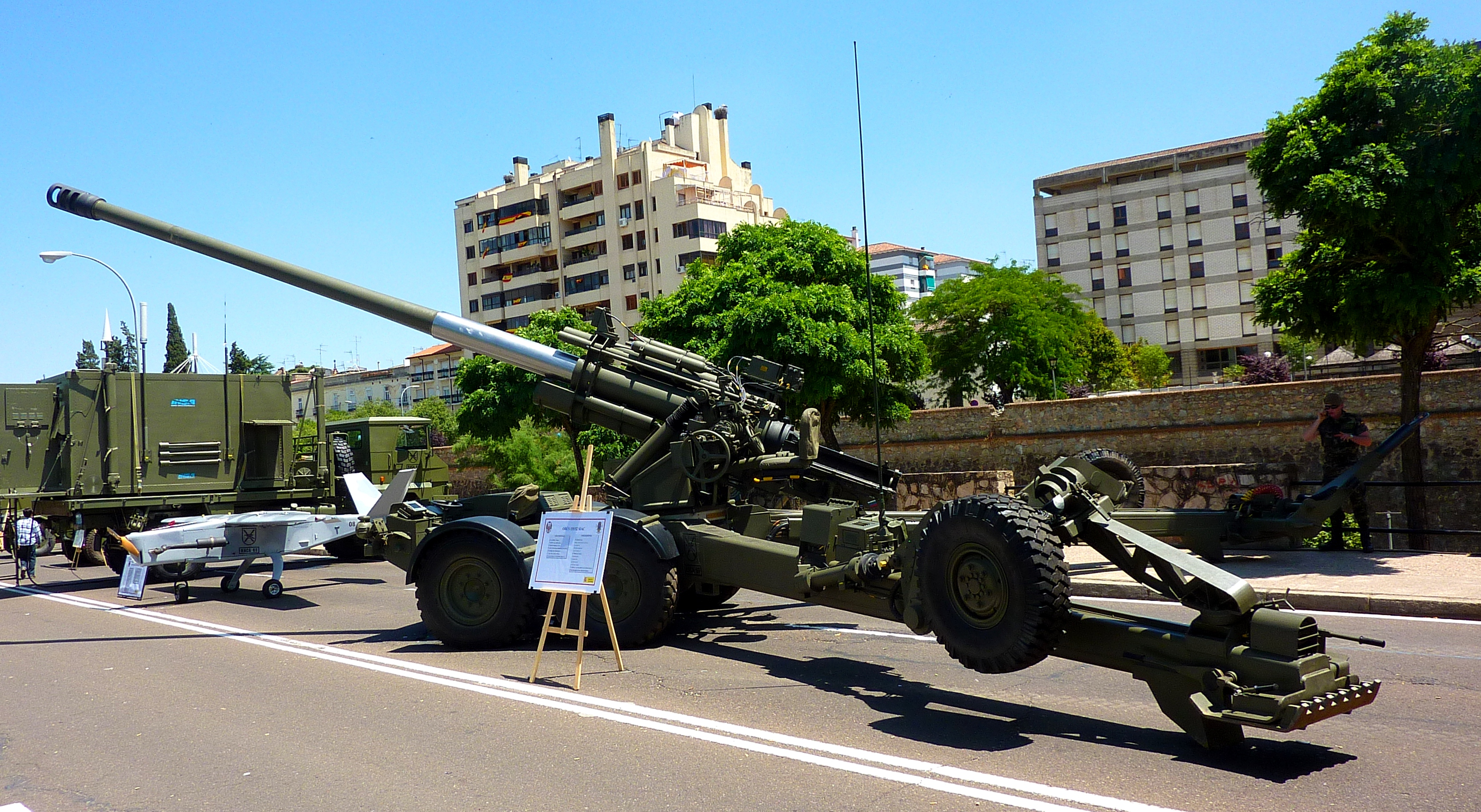
Santa Bárbara Sistemas 155/52

La Brigade d'artillerie côtière est une brigade de défense du territoire national de l'armée de terre espagnole. Son état-major est stationné à Tarifa.
Elle comporte un régiment d'artillerie côtière à deux bataillons, les 1er et 2e, ainsi qu'un bataillon de radars de surveillance d'artillerie.